# Pfinz
La Pfinz est une rivière allemande de 60 km de long qui coule dans le land de Bade-Wurtemberg. Elle est un affluent du Rhin en rive droite.